# Scopoides ochraceus
Scopoides ochraceus är en spindelart som först beskrevs av F. O. Pickard-Cambridge 1899.  Scopoides ochraceus ingår i släktet Scopoides och familjen plattbuksspindlar. Inga underarter finns listade i Catalogue of Life.